# Sechstor-Reflektometer
Sechstor-Reflektometer, englisch six-port reflectometers (SPR), sind Hochfrequenzmessgeräte, mit deren Hilfe der komplexe Reflexionsfaktor (Betrag und Phase) von Komponenten und Schaltungen der Hochfrequenz- (HF-) und Mikrowellentechnik gemessen werden kann.
Speziell im letzten Viertel des 20. Jahrhunderts wurden sie als mögliche kostengünstige Alternative zu den gebräuchlichen konventionellen und kommerziell verfügbaren heterodynen Netzwerkanalysatoren intensiv erforscht, konnten sich gegenüber diesen jedoch hauptsächlich aufgrund ihres deutlich geringeren Dynamikbereichs nicht durchsetzen.

## Prinzip
Sechstor-Reflektometer unterscheiden sich prinzipiell von gängigen Netzwerkanalysatoren. Während letztere nicht nur den Betrag, sondern auch die Phase direkt messen, zumeist mithilfe des Heterodynprinzips, selten nach dem Homodynprinzip, basieren Sechstor-Reflektometer allein auf mehreren skalaren Messungen (Leistungsmessungen), sind also vom Prinzip her reine Betragsmesser.
Zumeist werden vier skalare Messstellen in Kombination verwendet, die sich sozusagen an unterschiedlichen Orten in oder außerhalb des Smith-Diagramms befinden. Ähnlich wie bei Ortungsverfahren, beispielsweise der Funkortung oder dem Global Positioning System (GPS), lässt sich mithilfe von mehreren Distanzmessungen, hier sind es skalare Betragsmessungen, der Ort des Messobjekts bestimmen, hier der Ort des komplexen Reflexionsfaktors des Messobjekts. Außer den vier genannten Messstellen verfügt ein Sechstor-Reflektometer noch über ein Eingangstor für das Generatorsignal sowie über das Messtor (siehe auch: Prinzipskizze unter Weblinks), in Summe also über die namensgebenden sechs Tore.
Vorteil ist das einfachere Konzept und der daraus resultierende einfachere Aufbau und entsprechend geringere Kosten im Vergleich zu komplexen Netzwerkanalysatoren. Nachteil ist ihre prinzipbedingte geringere Messdynamik.
Mithilfe von zwei Sechstor-Reflektometern lässt sich die Messfähigkeit von Eintor-Reflexion (S11) auf Zweitor-Reflexion und Transmission (S11, S21, S12 und S22) erweitern. In dem Fall spricht man auch von Sechstor-Netzwerkanalysatoren, englisch six-port network analyzers (SPNA).